# Варенник, Алексей Сергеевич
Алексей Сергеевич Варенник (род. 19 июня 2002, Новосибирск) — российский хоккеист, защитник.

## Биография
Воспитанник «Сибири». В сезонах 2018/19 — 2022/23 играл в команде МХЛ «Сибирские снайперы». Затем стал выступать в фарм-клубах в ВХЛ — «Металлург» Новокузнецк (2023/24) и «Зауралье» Курган (2024/25). В сентябре — ноябре 2023 года провёл пять матчей в КХЛ. 27 октября 2024 года клуб «Зауралье» сообщил, что по решению владеющей правами на хоккеиста «Сибири» Варенник продолжит карьеру в самарском клубе ЦСК ВВС.